# Bodenhausen
Bodenhausen este un oraș din Namibia.
Latitudine 22° 19' 60 S, longitudine 17° 37' 0 E, altitudine 1664 m 